# Улица Езника Кохбаци
Улица Езника Кохбаци (арм. Եզնիկ Կողբացու փողոց) — улица в Ереване, в центральном районе Кентрон, от улицы Мовсеса Хоренаци до улицы Туманяна.
Современное название в честь древнеармянского богослова и философа Езника Кохбаци (IV век).

## История
Неоднократно меняла свои названия — Мелика-Агамаляна (1913 г.), Раффи (1920 г.), Туманяна (1933 г.), Тер-Габриеляна (1961 г., в честь советского государственного и партийного деятеля Саака Тер-Габриеляна), а с 1991 года — современное название. Существовал, непродолжительное время, вариант названия в честь царя Врамшапуха.
В 2016 году открылась после реконструкции Музыкальная школа им. Чайковского

## Достопримечательности

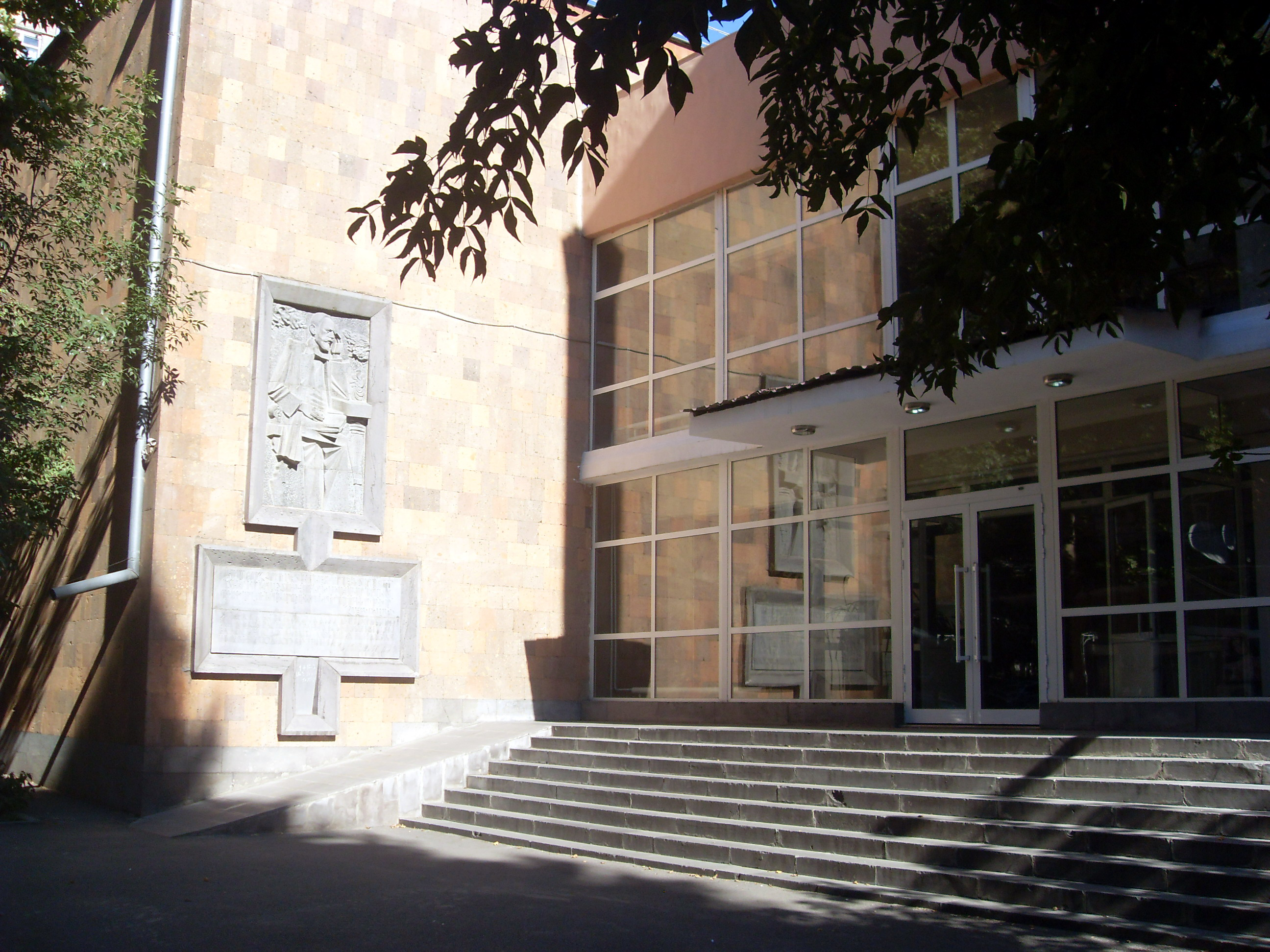
Музыкальная школа имени Чайковского

д. 22 — бывший дом братьев Мнацаканян
д. 36 — Музыкальная школа имени Чайковского

## Известные жители
д. 4 — Сергей Исраелян (мемориальная доска)
д. 42 — Лусине Закарян (мемориальная доска), Сурен Елян (мемориальная доска), Марат Аладжян (мемориальная доска)
д. 83 — Рафик Хачатрян (мемориальная доска)
В разное время на улице проживали архитекторы Торос Тороманян и Джим Торосян, литературовед Арутюн Чугурян, актёр-чтец Владимир Абаджян, директор Картинной галереи Армении Александр Тер-Габриелян, ректор Ереванского медицинского института Вилен Аствацатурян

## Галерея

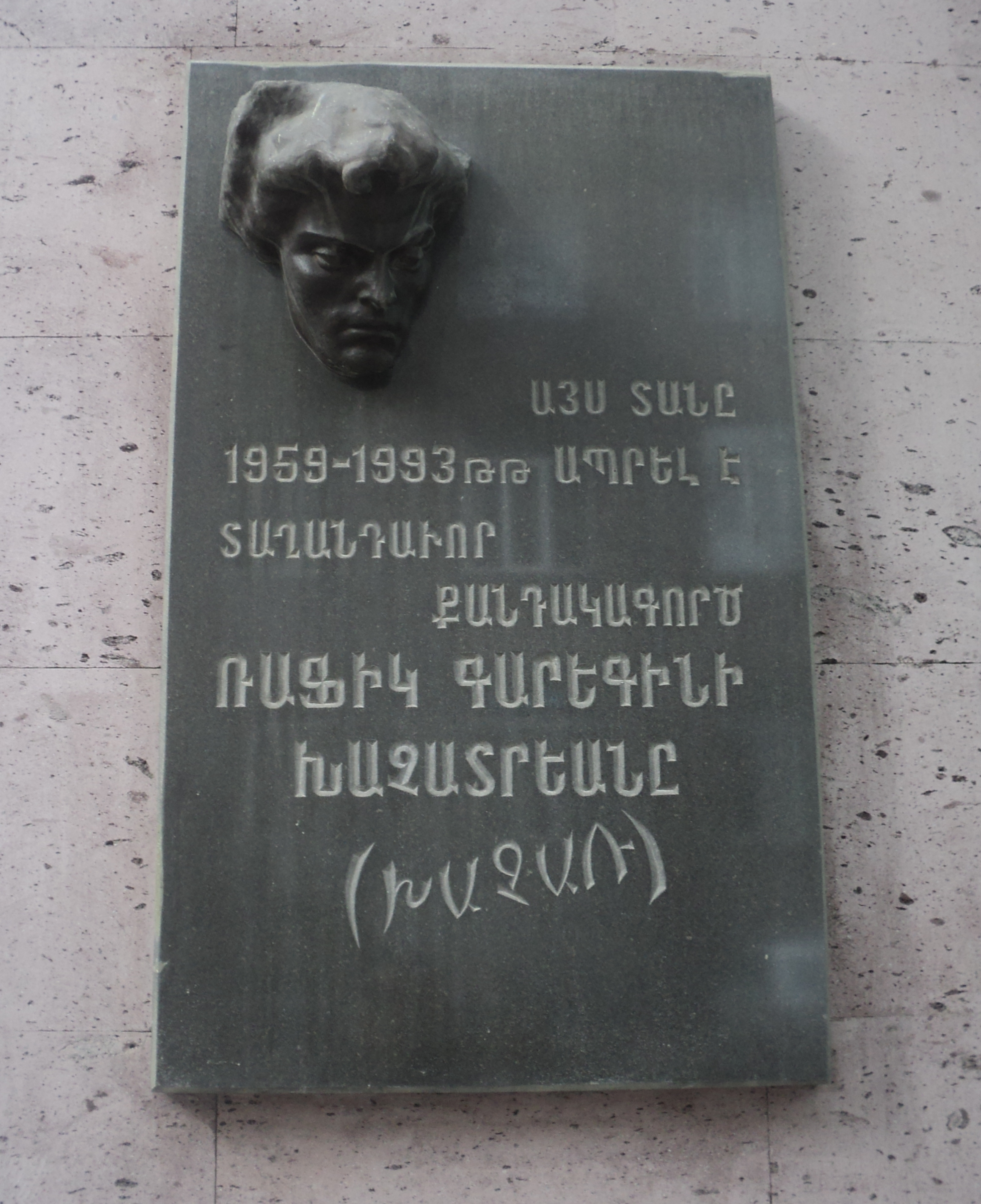
мемориальная доска Рафику Хачикяну
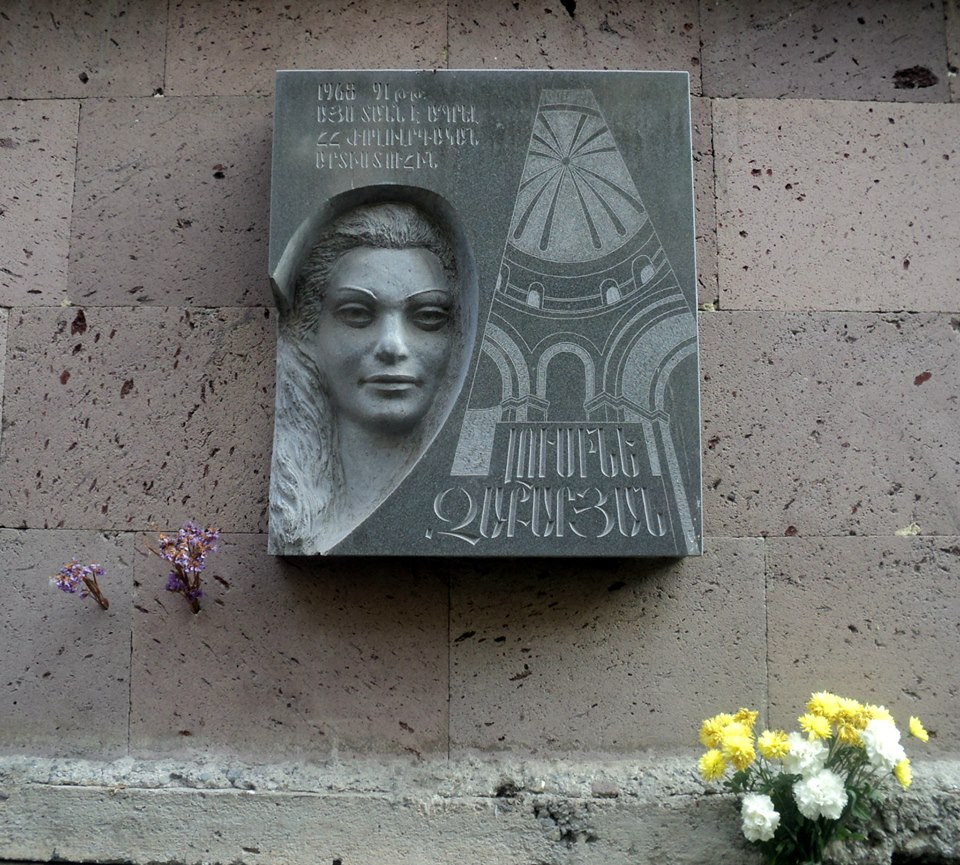
мемориальная доска Лусине Закарян
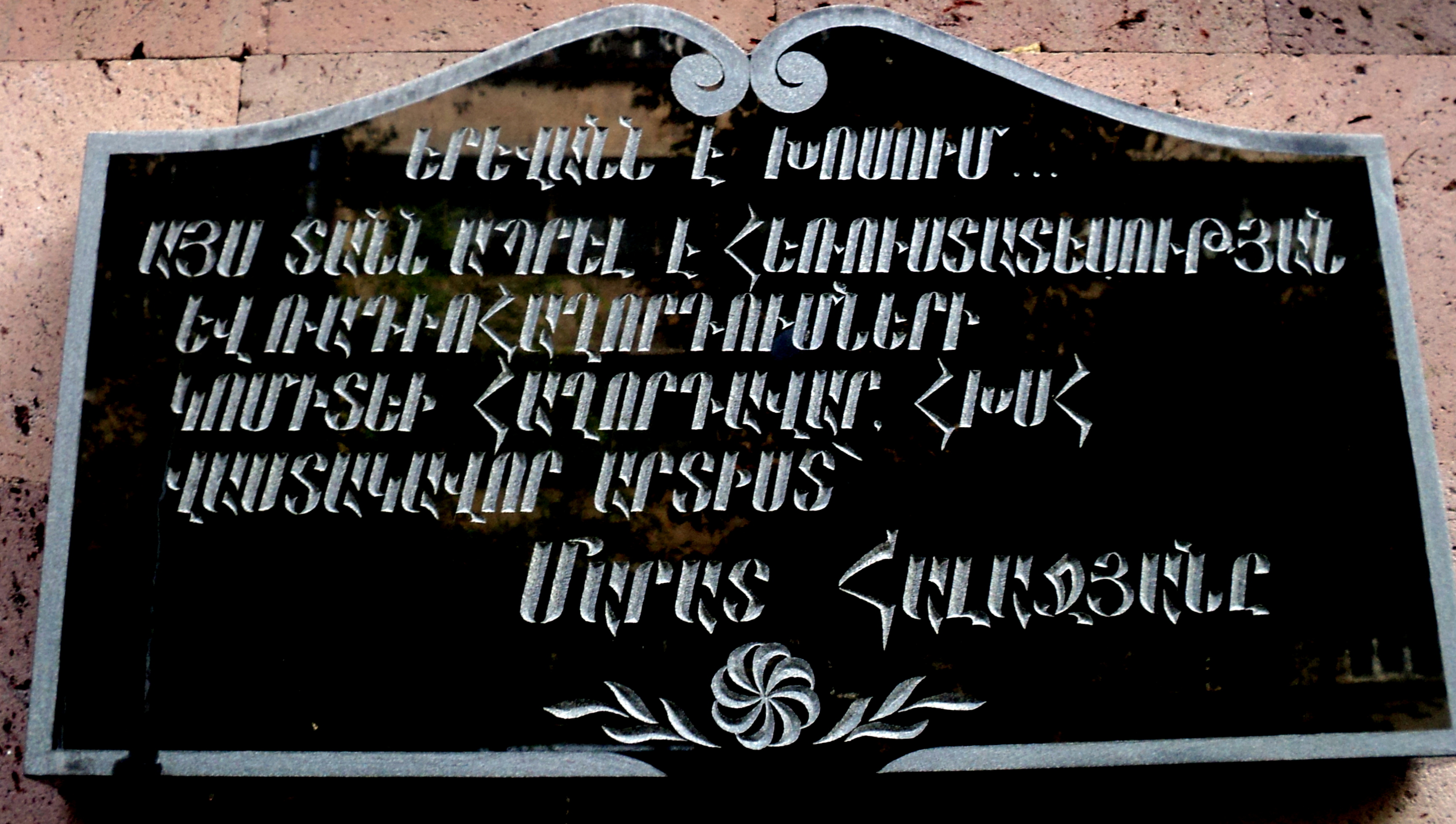
мемориальная доска Марату Аладжяну
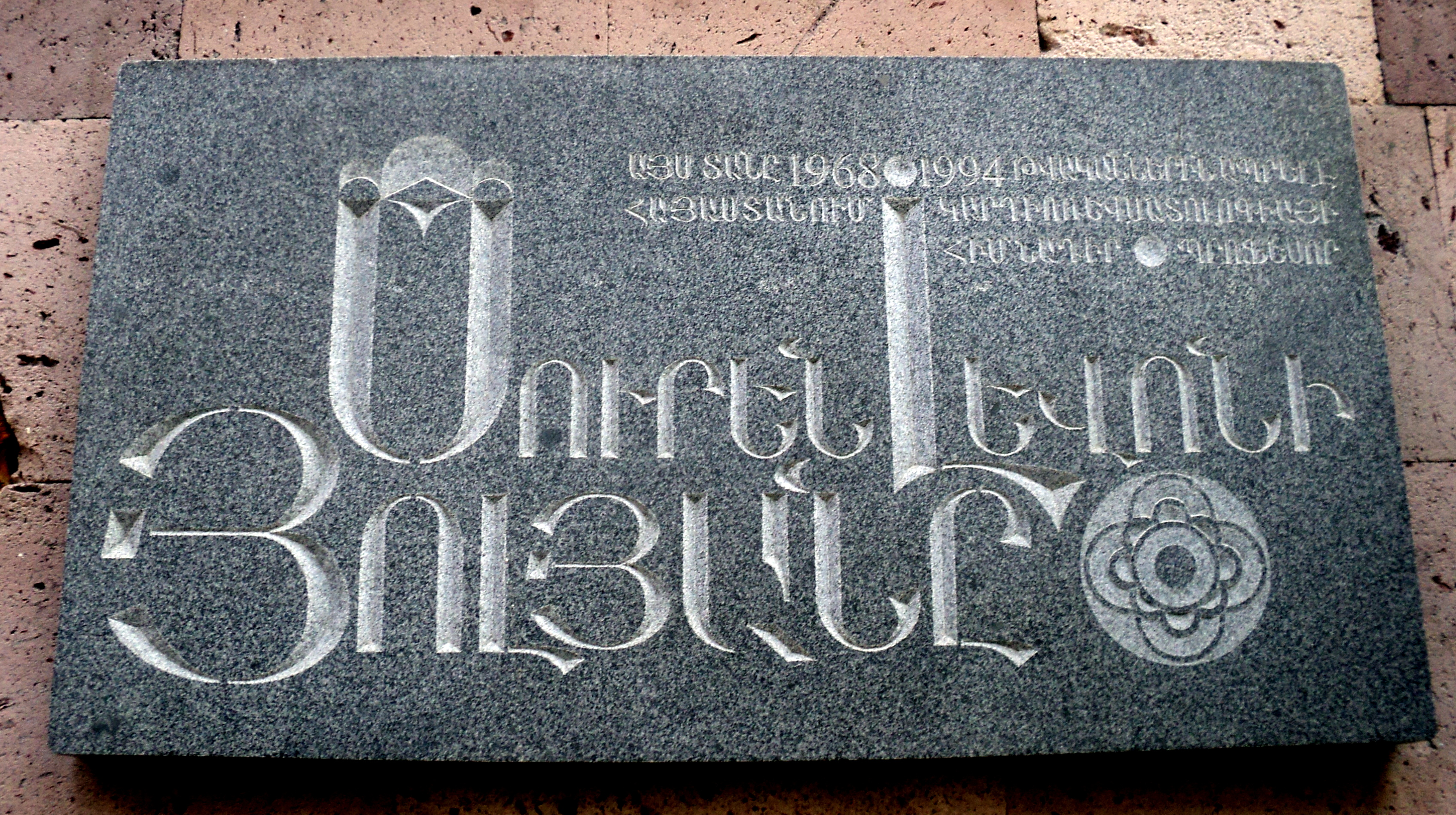
мемориальная доска Сурену Еляну
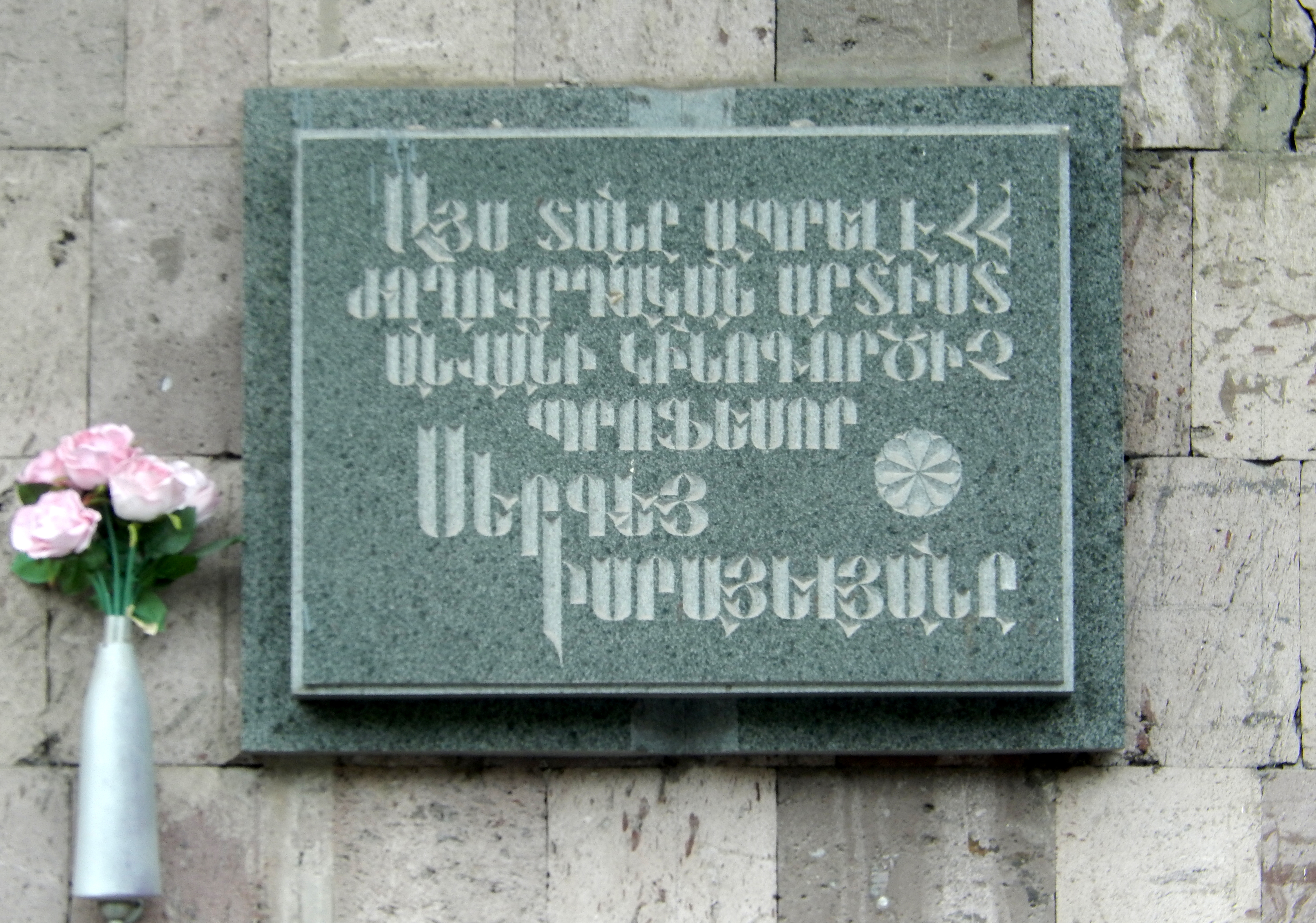
мемориальная доска Сергею Исраеляну